# 善光寺 (岐阜県笠松町)
善光寺（ぜんこうじ）は岐阜県羽島郡笠松町下新町にある阿弥陀如来を本尊とする浄土宗西山禅林寺派の寺院。山号は恵能山。
元文元年（1736年）に恵澄居士、恵教尼の夫妻が処刑場の亡魂を弔うために建立した。明和6年7月13日（1769年8月14日）に夭折した両者の子冷山智暁童子の名から智暁庵と名付ける。明治3年（1870年）に木曽川河畔にあった淫祠邪教崇拝者の供養塚である大臼塚を境内に移した。明治17年（1884年）には本尊に善光寺如来を迎えた。明治24年（1891年）に濃尾地震の震災に遭い大きな被害を受ける。再建後、昭和14年（1939年）に新本堂を建立し、寺号を善光寺に改めた。
まちの駅としての名称は「善光寺の駅」である。